# AE Larisa (Basketball)
AE Larisa 1964 GS (griechisch ΑΕ Λάρισας ΓΣ) ist eine griechische Basketballmannschaft aus Larisa.

## Geschichte
AEL entstand aus einer 2006 vorgenommenen Fusion. Beteiligt daran waren der zu diesem Zeitpunkt erstklassige Vereine GS Larisa sowie der Amateurverein AE Larisa. Der neuentstandene Verein gehörte neben Olympia Larisa zu den zwei Vereinen Larisas, die es geschafft haben, in die höchste Basketball-Spielklasse Griechenlands aufzusteigen. Seit der Saison 2005/06 spielen sogar beide gleichzeitig im Oberhaus.
Seine Heimspiele trägt der Verein im Klisto Gymnastirio Larisas aus. Die erst 1995 errichtete Arena fasst knapp 4.000 Zuschauer.
Nachdem der Verein im Sommer 2009 sportlich aus der ersten Liga abgestiegen war und sich großen finanziellen Problemen stellen musste, fusionierte er mit dem Stadtrivalen zum neugegründeten Club GS Olympia Larisa.
Neben der Basketballabteilung bietet der Verein auch Sportarten wie Fußball (siehe AE Larisa), Boxen, Fechten, Radfahren oder Sportschießen an.

## Bekannte ehemalige Trainer
- Evangelos Alexandris